# U 654
U 654 war ein U-Boot der Klasse VII C, ein sogenanntes „Atlantikboot“, das während des U-Boot-Kriegs des Zweiten Weltkrieges durch die Kriegsmarine im Nordatlantik, vor der amerikanischen Ostküste und in der Karibik eingesetzt wurde.

## Technische Daten
Die Produktion der Howaldtswerke wurde nach Kriegsbeginn auf den U-Bootbau umgestellt, der von diesem Zeitpunkt an die Kapazitäten der Werften in Kiel und Hamburg auslastete. Während die Planungen der Kriegsmarine für die Kieler Werft einen jährlichen Ausstoß von 12 U-Booten des Typ VII C vorsahen, der meistgebauten U-Bootklasse der Kriegsmarine, war die Hamburger Niederlassung der Howaldtswerke bis 1942 mit der Fertigstellung von jährlich 16 Booten im U-Bootbauprogramm eingeplant. Es gelang den Howaldtswerken in keinem Jahr, diese Vorgaben zu erfüllen. Insgesamt wurden von allen deutschen Werften im Juli des Jahres 1941 12 U-Boote des Typ VII C an die Kriegsmarine ausgeliefert. Ein U-Boot dieser Klasse war 67,1 m lang und 6,2 m breit. Bei einer durchschnittlichen Überwassergeschwindigkeit von 12 kn hatte es eine Reichweite von 6500 Seemeilen. Ein VII C-Boot führte 14 Torpedos mit sich, die durch vier Bugtorpedorohre und ein Hecktorpedorohr ausgestoßen werden konnten. Am Turm führte U 654 als Bootswappen einen weißen Elefantenkopf.

## Einsatz und Geschichte
Vom 16. bis zum 19. November überführte Kommandant Hesse das Boot von Kiel nach Stavanger. Dort übergab er das Kommando an Oberleutnant Forster. Von hier aus fuhr U 654 zunächst nach Bergen, dann nach Brest, dem Stützpunkt der 1. U-Flottille, den das Boot am 25. Dezember erreichte.

### Schwierigkeiten mit den Torpedos
Am 3. Februar lief U 654 von Brest zur zweiten Unternehmung unter dem Kommando von Oberleutnant Forster aus. Als Operationsgebiet waren der Nordatlantik und die Gewässer der Neufundlandbank vorgesehen. Kommandant Forster meldete auf dieser Feindfahrt insgesamt neun Torpedoversager und Fehlschüsse – sieben davon bei einem gestoppt liegenden Ziel. Beim Angriff auf den Geleitzug ON 60 gelang ihm östlich von Neufundland die Versenkung einer alliierten Korvette der freifranzösischen Seestreitkräfte. Kommandant Forster griff die FFL Alysse mit drei Torpedoschüssen an und konnte dann eine Sprengwolke sowie eine Feuersäule auf dem französischen Schiff ausmachen. Die anschließende Explosionen der an Oberdeck aufgestellten Wasserbomben zerriss die Alysse zwei Minuten nach dem ersten Torpedotreffer.
- am 9. Februar 1942 französische Korvette Alysse mit 900 t durch Torpedo versenkt

Der, von U 654 aus gesehen hinter der Korvette fahrende, britische Dampfer Empire Fusilier wurde ebenfalls getroffen und beschädigt. Es gelang Kommandant Forster allerdings nicht, einen erfolgreichen Fangschuss zu setzen. Am 19. Februar 1941 lief U 654 wieder in Brest ein.

### Vor der Ostküste der USA
Am 21. März brach U 654 von Brest aus in den Westatlantik auf. Kommandant Forster sollte im Verbund mit weiteren U-Booten in einiger Entfernung zur US-amerikanischen Ostküste patrouillieren. Bereits auf dem Anmarsch ins Zielgebiet versenkte er einen britischen Frachter.
- am 10. April 1942 britischer Dampfer Empirie Prairie, 7.010 BRT durch Torpedo versenkt

550 Kilometer östlich von Cape Hatteras torpedierte Kommandant Forster zwei weitere Frachter
- am 20. April 1942 amerikanischen Dampfer Steelmaker, 6.176 BRT durch Torpedo versenkt
- am 20. April 1942 schwedischen Frachter Agra, 4.569 BRT durch Torpedo versenkt

U 654 kehrte am 19. Mai nach Brest zurück.

### GeleitzugOS 34
Am 17. Juli hatte U 202 den alliierten Geleitzug OS 34 entdeckt. Der Geleitschutz des Konvois konnte das Boot auf Abstand halten, aber die Funksignale von U 202 führten nach den Maßgaben der Rudeltaktik weitere deutsche U-Boote an OS 34 heran, unter anderem U 564 unter dem Kommando von Reinhard Suhren und U 654, das am 11. Juli aus Lorient zu seiner vierten Unternehmung ausgelaufen war. Die rasche Zusammenführung mehrerer U-Boote im Kurs des Geleitzugs legt nahe, dass Karl Dönitz im Vornherein über OS 34 informiert war. Am Abend des 18. Juli, des zweiten Tags der Verfolgung, entdeckte eine Korvette aus dem Geleitschutz von OS 34 das aufgetaucht fahrende U 202 und belegte das Boot mit Artilleriefeuer. Kurz darauf machte der Schiffsverband eine scharfe Kursänderung. Es gelang Kommandant Linder aber dennoch, Fühlung am Geleitzug zu halten. Schließlich war U 202 aber nach einiger Zeit gezwungen, die Verfolgung des Konvois abzubrechen, denn das Boot befand sich am Ende seiner Unternehmung. Statt seiner übernahm nun Kommandant Suhren mit U 564 die Fühlung an OS 34 und griff den Geleitzug – den Vorgaben der Rudeltaktik folgend – erst an, sobald U 654 ebenfalls Kontakt zum Konvoi bekam. Die nun folgenden nächtlichen Angriffe von U 564 und U 108 führten zwar zu zwei Versenkungen, aber der Geleitzug war den Verfolgern am nächsten Morgen entkommen und nicht mehr aufzufinden. U 654 setzte seine Fahrt im Verband mit U 564 in Richtung Karibik fort.

## Versenkung
Am 12. August traf U 654 im Zielgebiet vor Panama ein. Kommandant Forster patrouillierte das Seegebiet über eine Woche lang ergebnislos – es wurden nur zwei Schiffe gesichtet – und erhielt dann Anweisung, sein Operationsgebiet in die Windward-Passage südlich von Guantánamo Bay zu verlegen. Auf der Fahrt in sein neues Einsatzgebiet wurde U 654 am 22. August durch einen Douglas-Bomber der US-Army mit Wasserbomben versenkt. Als eine Woche später U 94 unter dem Kommandanten Otto Ites ebenfalls in der Karibik verlorenging, entschloss sich Dönitz, die Kampfhandlungen in diesem Gebiet einzustellen und keine U-Boote mehr zum Einsatz gegen die karibischen Geleitzüge zu entsenden.